# 滋賀県道283号中之郷停車場線
滋賀県道283号中之郷停車場線（しがけんどう283ごう なかのごうていしゃじょうせん）は、滋賀県長浜市を通る一般県道である。

## 概要
長浜市余呉町中之郷から国道365号に至る。
駅が無いのにこの名前が残っているのは、1964年（昭和39年）5月11日に廃止された旧国鉄柳ヶ瀬線、中ノ郷駅（路線名と表記が異なる）の駅前であった名残である。

### 路線データ
- 起点：長浜市余呉町中之郷（滋賀県道284号杉本余呉線交点）
- 終点：長浜市余呉町中之郷（余呉支所前交差点、国道365号交点）
- 総延長：0.2 km

## 地理

### 通過する自治体
- 長浜市

### 交差する道路
| 交差する道路            | 交差する場所 | 交差する場所            |
| ----------------------- | ------------ | ----------------------- |
| 滋賀県道284号杉本余呉線 | 余呉町中之郷 | 起点                    |
| 国道365号               | 余呉町中之郷 | 余呉支所前交差点 / 終点 |

### 沿線
- 円覚寺
- 余呉郵便局
- 長浜市役所 余呉支所
- 余呉やまなみセンター
- 長浜市立鏡岡中学校
- NTT西日本 彦根支店中之郷別館
- 滋賀銀行 余呉代理店